# Painkiller
Painkiller (укр. Знеболюючий) — дванадцятий студійний альбом британського хеві-метал-гурту Judas Priest, випущений у 1990 році лейблом Columbia Records. Це останній альбом з вокалістом Робом Гелфордом після його відходу у 1992 році, який призвів до майже п'ятирічної перерви у творчості гурту. Після релізу він отримав дуже хороші відгуки від спеціалізованої преси, більшість з яких підкреслювали повернення до характерного для гурту важкого звучання. Тоді ж, у 1991 році, вони отримали свою першу номінацію на «Греммі» в категорії «Найкраще метал-виконання».
Для гри на клавішних в пісні «A Touch of Evil» був запрошений Дон Ейрі. В інтерв'ю 2020 року Ейрі розповів, що він також подвоїв більшість басових партій альбому на синтезаторі Minimoog, щоб досягти характерного басового звучання альбому.
У 2001 році альбом був ремастирований з двома додатковими треками: «Living Bad Dreams», який був записаний під час сесій, але залишився поза трек-листом, і концертною версією «Leather Rebel», яка була записана в Лос-Анджелесі у 1990 році.

## Список композицій
Автор музики і слів Ґленн Тіптон, Роб Гелфорд і К. К. Даунінґ, якщо не вказано інше. 
| Сторона А | Сторона А          | Сторона А  |
| #         | Назва              | Тривалість |
| --------- | ------------------ | ---------- |
| 1.        | «Painkiller»       | 6:06       |
| 2.        | «Hell Patrol»      | 3:35       |
| 3.        | «All Guns Blazing» | 3:56       |
| 4.        | «Leather Rebel»    | 3:34       |
| 5.        | «Metal Meltdown»   | 4:46       |

| Сторона Б | Сторона Б                        | Сторона Б                                 | Сторона Б  |
| #         | Назва                            | Автор                                     | Тривалість |
| --------- | -------------------------------- | ----------------------------------------- | ---------- |
| 6.        | «Night Crawler»                  |                                           | 5:44       |
| 7.        | «Between the Hammer & the Anvil» |                                           | 4:47       |
| 8.        | «A Touch of Evil»                | Тіптон, Гелфорд, Даунінґ, Кріс Цанґарідес | 5:42       |
| 9.        | «Battle Hymn» (інструментальна)  |                                           | 0:56       |
| 10.       | «One Shot at Glory»              |                                           | 6:46       |
| 45:52     |                                  |                                           |            |

| Бонус-треки перевидання 2001 року | Бонус-треки перевидання 2001 року                                                                  | Бонус-треки перевидання 2001 року |
| #                                 | Назва                                                                                              | Тривалість                        |
| --------------------------------- | -------------------------------------------------------------------------------------------------- | --------------------------------- |
| 11.                               | «Living Bad Dreams» (Записано в 1990 під час сесій Painkiller)                                     | 5:20                              |
| 12.                               | «Leather Rebel» (Живий виступ на фестивалі Foundations Forum, що в Лос-Анджелесі; 13 вересня 1990) | 3:38                              |
| 54:50                             | |                                   |

## Учасники запису
| Judas Priest - Роб Гелфорд — вокал - К. К. Даунінґ — гітари - Ґленн Тіптон — гітари - Скотт Тревіс — ударні - Іен Гілл — бас-гітара (вказаний, але насправді відсутній) Додатковий музикант - Дон Ейрі — клавішні на піснях «A Touch of Evil» і «Living Bad Dreams»; бас Minimoog на всіх інших піснях (не вказаний, але насправді присутній) | Виробництво - Judas Priest, Кріс Цанґарідес — продюсування - Звукорежисери Етті Бау та Патріс Руйльон - Том Калкатерра — менеджмент обладнання - Запис та мікшування здійснили Тіптон, Гелфорд, Даунінґ та Цанґарідес - Джон Естлі — ремастеринг перевидання 2001 року - Марк Вілкінсон — ілюстрація обкладинки, заснована на оригінальній концепції Judas Priest - Оригінальна графіка від Peacock Marketing & Design |

## Чарти
| Чарти (1990)            | Найвища позиція |
| ----------------------- | --------------- |
| Ö3 Austria Top 40       | 22              |
| MegaCharts              | 13              |
| Suomen virallinen lista | 3               |
| SNEP                    | 6               |
| Media Control Charts    | 1               |
| Irish Albums Chart      | 2               |
| FIMI                    | 3               |
| Oricon                  | 15              |
| RIANZ                   | 4               |
| VG-lista                | 8               |
| Sverigetopplistan       | 7               |
| Schweizer Hitparade     | 5               |
| UK Albums Chart         | 26              |
| Billboard 200           | 26              |

## Сертифікації
| Регіон                                             | Сертифікація | Продажі  |
| -------------------------------------------------- | ------------ | -------- |
| Канада (Music Canada)                              | Золотий      | 50 000^  |
| Японія (RIAJ) Реліз 1996 року                      | Золотий      | 100 000^ |
| США (RIAA)                                         | Золотий      | 500 000^ |
| ^відвантаження, що базуються лише на сертифікаціях |              |          |